# Гоголицын, Георгий Алексеевич
Георгий Алексеевич Гоголицын (1904 — 1965) — советский военачальник, участник гражданской и Великой Отечественной войн. Командир 19-й стрелковой дивизии, генерал-майор.

## Биография
Родился в 1904 году в городе Великий Устюг. Русский. В РККА с 1919 года. Участник гражданской войны.
До службы в армии  Гоголицын в 1916 г. окончил в г. Великий Устюг церковно-приходское училище и работал там же чернорабочим и курьером на стекольном заводе, с августа 1917 г. — вертельщиком на канатном заводе, на пристанях и учреждениях водного транспорта на р. Северная Двина, с января 1919 г. — рассыльным в райкомводе Северо-Двинского речного бассейна.

## Военная служба

### Гражданская война
2 августа 1919 г. вступил красноармейцем в отдельную роту ЧОН при штабе УрВО. С октября 1920 г. служил в школе Северо-Двинского территориального полка. В августе 1921 г. зачислен курсантом на 75-е Ораниенбаумские стрелково-пулемётные курсы. В их составе с декабря 1921 по март 1922 г. принимал участие в отражении вторжения финских вооружённых формирований в советскую Карелию.

### Межвоенное время
По окончании боевых действий в марте 1923 г. курсы влились в Петроградские курсы действующих родов войск. По окончании последних с сентября 1923 г. командовал отделением и взводом в 3-м Верхне-Удинском стрелковом полку 1-й Тихоокеанской стрелковой дивизии в г. Владивосток. В мае — июне 1924 г. полк участвовал в ликвидации бандитизма под Владивостоком. В декабре 1924 г. Гоголицын направляется в г. Омск на формирование 12-й стрелковой им. Сибревкома дивизии, где по прибытии был назначен командиром взвода 36-го стрелкового полка. С декабря 1925 г. исполнял должность инструктора военной подготовки трудящихся при Омском территориальном округе. С сентября 1926 по август 1928 г. учился в Объединенной Киевской военной школе командиров им. С. С. Каменева, по окончании которой был назначен командиром взвода 170-го стрелкового полка 57-й Уральской стрелковой дивизии ПриВО. С декабря 1930 по май 1931 г. при штабе дивизии был начальником музыкальной команды, затем вернулся в полк на должность пом. командира роты. С октября 1931 г. проходил службу командиром и политруком роты, начальником штаба и командиром батальона в 195-м стрелковом полку 65-й стрелковой дивизии. С января по июль 1936 г. находился на курсах «Выстрел». В октябре 1937 г. переведен пом. командира по строевой части 194-го стрелкового полка в г. Камышлов, одновременно являлся начальником окружных курсов младших лейтенантов в г. Свердловск. С февраля 1938 г. командовал 244-м стрелковым полком 82-й стрелковой дивизии в г. Молотов (Пермь). Указом ПВС СССР от 22 февраля 1938 г. за высокий уровень боевой подготовки в части полковник Гоголицын награжден орденом «Знак Почета». До марта 1939 г. он сформировал в г. Челябинск 162-й горнострелковый полк и затем убыл с ним на Д. Восток в состав 4-й стрелковой бригады 1-й Краснознаменной армии Дальневосточного фронта. С февраля 1941	г. командовал батальоном курсантов в Хабаровском пехотном училище.

### Великая Отечественная война
С началом  войны Г. А. Гоголицын 12 августа 1941 г. был назначен командиром 813-го стрелкового полка 239-й стрелковой дивизии. Отличился в боях в ходе Тульской оборонительной операции с 17 ноября по 27 декабря 1941 года под станцией Узловая и городом Сталиногорск (ныне Новомосковск Тульской области). В частности, в боях в районе Акимовка, Большая и Малая Рассошка и Брусанка его полк «упорно и настойчиво» сдерживал атаки 2-3-х полков противника при поддержке танков, нанеся ему большие потери в живой силе и материальной части. Затем в ожесточённых боях в Сталиногорске 813-й стрелковый полк под его командованием отбивал трёхкратные атаки противника. В конце месяца она попала в окружение. После прорыва из вражеского кольца дивизия была сосредоточена в районе г. Пронск, поступив в распоряжение 10-й армии Западного фронта. С 7 декабря она перешла в контрнаступление на Горлово. С 13 декабря дивизия находилась в подчинении оперативной подвижной группы генерала В. А. Мишулина. Её части принимали участие в Тульской и Калужской наступательных операциях, в боях за г. Плавск, Арсеньево и на подступах к Сухиничам. С 10 января 1942	г. дивизия перешла в подчинение 1-го гвардейского кавалерийского корпуса генерал-лейтенанта П. А. Белова и вела бои по овладению подступами к Варшавскому шоссе. С уходом корпуса в рейд по тылам противника с 26 января дивизия заняла оборону в районе Варшавского шоссе. С 31 января она входила в 50-ю, а с 7 мая — в 10-ю армии Западного фронта. 16 июня под г. Киров полковник Г. А. Гоголицын был тяжело ранен и эвакуирован в госпиталь. После выздоровления он 17 октября 1942 г. назначается зам. командира 97-й стрелковой дивизии, которая в составе 16-й армии Западного фронта находилась в обороне на рубеже Буда-Монастырская — левый берег р. Драгошань — Жиздра. Со 2 ноября допущен к командованию 19-й стрелковой дивизией, которая в составе 5-й армии вела бои в районе Карманово. 1 декабря она совершила марш в район г. Сычевка и, войдя в подчинение 28-й армии, до конца года вела бои в районе с. Пугачево. С 5 января 1943 г. дивизия была выведена в резерв Западного фронта, затем с 5 февраля по 4 марта была переброшена на Юго-Западный фронт, где в составе 3-й танковой армии обороняла Харьков. С 1 июня 1943 по 7 февраля 1944 г. Г. А. Гоголицын — слушатель Высшей военной академии им. К. Е. Ворошилова, затем был назначен командиром 19-й отдельной учебной бригады МВО, а с 26 июля 1944 г. командовал 30-й учебной стрелковой дивизией. С 30 апреля 1945 г. переведен в Главупраформ Красной армии зам. начальника Управления боевой подготовки запасных и учебных стрелковых частей.

### Послевоенное время
После войны с октября 1945 г. генерал-майор Г. А. Гоголицын был командиром 2-й гвардейской стрелковой дивизии. В марте 1946 г. откомандирован в Приморский ВО и с 15 апреля допущен к временному командованию 190-й стрелковой дивизией, а с июня в составе 5-й армии командовал 63-й стрелковой дивизией. С апреля 1949 по май 1950 г. проходил обучение на ВАК при Высшей военной академии им. К. Е. Ворошилова, затем был назначен зам. командира 17-го стрелкового корпуса ТуркВО в г. Самарканд. В феврале 1952 г. переведен на ту же должность в 13-й гвардейский стрелковый Кенигсбергский корпус Горьковского ВО. С июня по октябрь 1956 г. состоял в распоряжении главкома Сухопутных войск, затем был назначен зам. командира 63-го стрелкового корпуса УрВО. 25.9.1959 г. уволен в отставку.

## Награды
- Орден Ленина (21.02.1945[3]);
- два ордена Красного Знамени (22 февраля 1942[1], 03.11.1944 [3], 1949 [3]);
- орден «Знак Почёта» (22.02.1938)
- медали, в том числе:
  - Юбилейная медаль «XX лет Рабоче-Крестьянской Красной Армии» (1938)